# فورونیکس
فورونیکس (به انگلیسی: Phoronix) وبگاهی است که در سال ۲۰۰۴ توسط مایکل لارابل ایجاد شده است. از جمله خدمات ارائه شده در این وب‌سایت تحلیلی-خبری، می‌توان به نقد و بررسی توزیع‌های گنو/لینوکس و دیگر محصولات، مصاحبه‌ها، تصاویری از توزیع‌ها، بنچ‌مارک گرفتن از محصولات مختلف و … اشاره کرد. این وب‌سایت به سوگیری داشتن و طرفداری از لینوکس شهرت دارد. فورونیکس از معدود وب‌سایت‌های تحلیلی مرتبط با لینوکس است که سخت‌افزار رایانه خصوصاً کارت گرافیک‌ها را هم مورد پوشش قرار می‌دهد و به صورت روزانه بروزرسانی می‌شود.